# Fossa (Abruzzen)

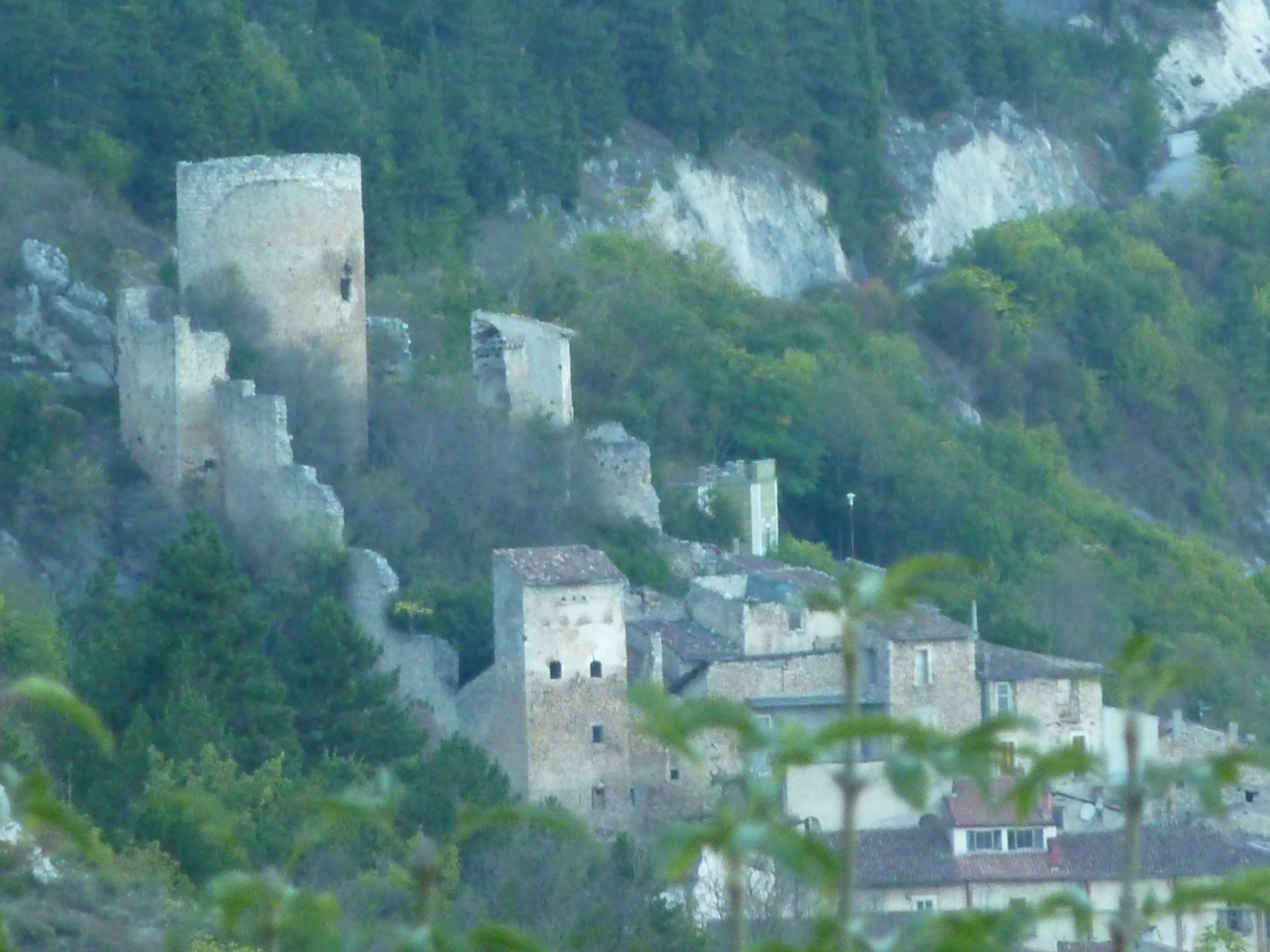
Castello di Fossa

Fossa (in der Antike Aveia) ist eine Gemeinde im Gemeindeverband Montana Amiternina in der italienischen Provinz L’Aquila mit 658 Einwohnern (Stand 31. Dezember 2023).

## Geographie
Die Nachbargemeinden sind Barisciano, L’Aquila, Ocre, Poggio Picenze und Sant’Eusanio Forconese.
Am 6. April 2009 erschütterte das Erdbeben von L’Aquila das Dorf.

## Sehenswürdigkeiten
Das Nekropole von Fossa mit Menhiren und Steinkreisen wurde von den Vestini während der frühen Eisenzeit (1000 – 800 v. Chr.) benutzt.

Am Rand des Ortes steht die äußerlich unscheinbare Kirche Santa Maria ad Cryptas. Ein bescheidener kleiner Glockenturm auf dem Dach verweist auf den zisterziensischen Ursprung der im 13. Jahrhundert erbauten Kirche. Das Innere birgt einen eindrucksvollen Freskenzyklus aus dem 13. und 14. Jahrhundert.

## Weinbau
In der Gemeinde werden Reben der Sorte Montepulciano für den DOC-Wein Montepulciano d’Abruzzo angebaut.